# ۸۹۹ (عدد)
۸۹۹ (هشتصد و نود و نه) یک عدد طبیعی است که بعد از ۸۹۸ و قبل از ۹۰۰ قرار دارد.